# Postkantoor (Oranjestad)

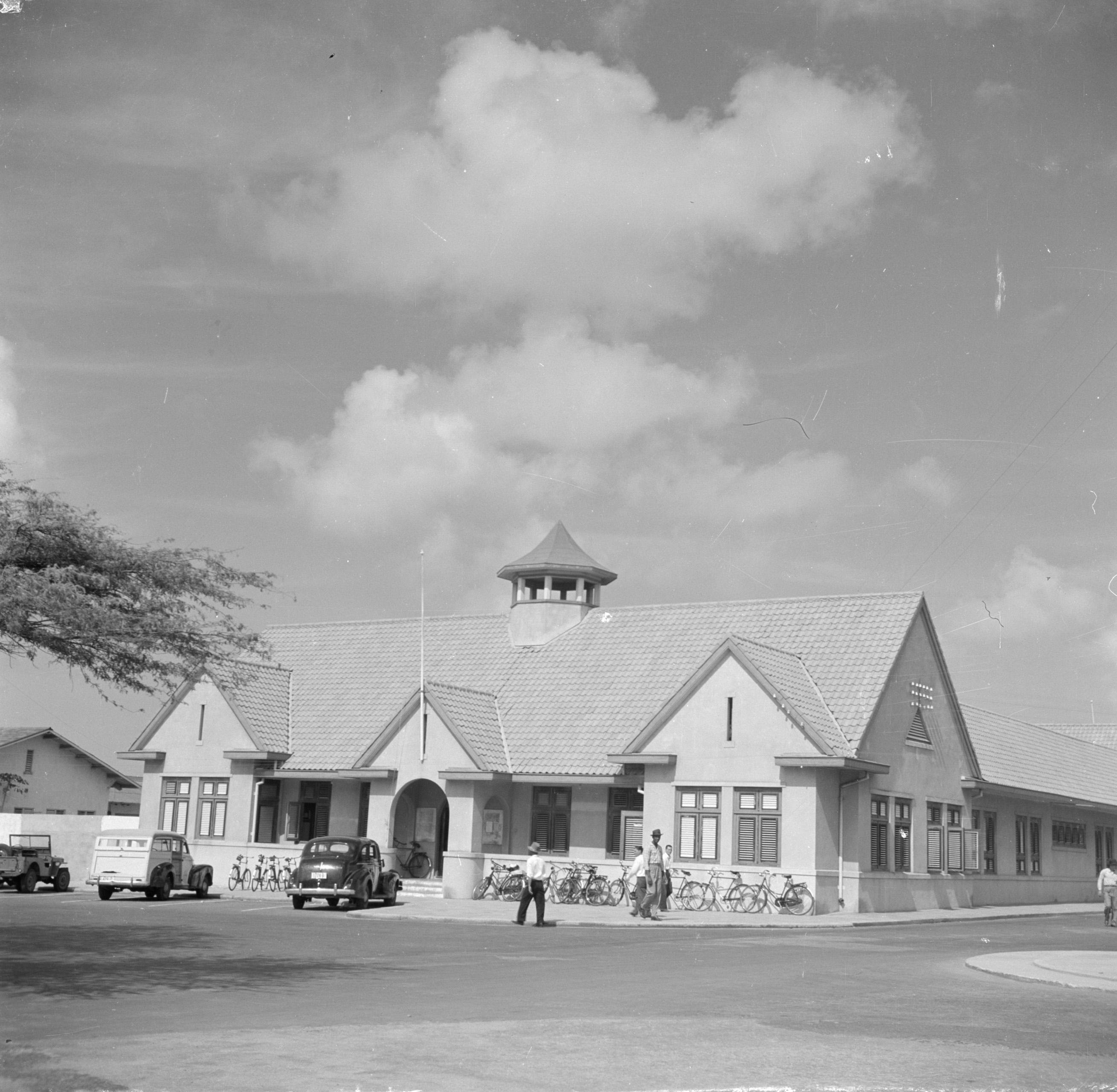
Het postkantoor in Oranjestad op Aruba (1947)

Het postkantoor van Oranjestad is een historisch gebouw op Aruba.

## Ontstaansgeschiedenis
Aruba moest het tot aan de Tweede Wereldoorlog stellen zonder officieel postkantoor. In de negentiende eeuw zorgde een ambtenaar in het gezaghebbershuis aan de Paardenbaai voor de post. In 1908 verhuisde de post naar Fort Zoutman, waar ze werd verzorgd door de gouvernementsontvanger, een klerk en een schrijver. In 1945 werd ten slotte een afzonderlijk postkantoor gebouwd. Het gebouw bleek direct na oplevering al te klein.